# 宮坂香帆
宮坂 香帆（みやさか かほ、10月17日 - ）は、日本の漫画家。千葉県出身。血液型はA型。

## 来歴・人物
1992年、小学館の『少女コミック』増刊11月15日号にて掲載された「ジャングル☆ボーイ」でデビュー。
デビューから第3作目という早さで、「ひなことルイジ」で『少女コミック』本誌初掲載を果たすが、連載のチャンスは中々掴めず、デビューから約4年後の『love love』でようやく初連載を果たす。
その後は連載作品が次々にヒットし、1998年の『微熱少女』で長期連載を果たす。
『微熱少女』連載終了の2001年、癌が見つかり入院するが、間もなく退院。
そして後に自身の代表作ともなる『「彼」first love』の連載を終え、2005年から「未成年lovers☆」の連載を開始するが、隔週誌の仕事に負担を感じ、1年半の長期休暇に入ることとなる。同作は現在も続編が掲載されることはなく、未完のままとなっている。
しかしそれは、一説によれば「タイトルが違うため」らしい。
2006年、『少女コミック』から月刊誌の『Cheese!』（小学館）へ移籍し、活動を再開。
移籍後は読み切りを増刊などで数回発表し、2007年から『僕達は知ってしまった』の連載をスタートさせ、本格的に執筆活動を再開した。
2021年10月に画業30周年を迎えた記念として、同年12月26日にオンラインサイン会を開催し、トークショーやライブドローイングなどを行った。

## 作品リスト

### 連載作品
- love love（『少女コミック』1996年13号 - 1996年15号）
- 悪党Scandalous Honey（『少女コミック』1996年19号 - 1996年23号）
- 16engage（『少女コミック』1997年2号 - 1997年12号）
- Kiss in the Blue（『少女コミック』1997年17号 - 1998年16号）
- 微熱少女（『少女コミック』1998年18号 - 2001年17号）
- 「彼」first love（『少女コミック』2002年7号 - 2004年22号）
- 未成年lovers☆（『少女コミック』2005年5号 - 休載）
- 僕達は知ってしまった（『Cheese!』2007年4月号 - 2012年5月号）
- あかいいと（『Cheese!』2012年10月号[3] - 2015年9月号[4]）
- 薔薇色ノ約束 （『Cheese!』2015年2月号[5] - 2016年3月号・2016年『Cheese!』増刊5月号・2016年『プレミアCheese!』6月号 - 連載中）
- 10万分の1 (『Cheese!』2015年10月号[6] - 2018年10月号[7])
- 金色ジャパネスク〜横濱華恋譚〜（『Cheese!』2018年12月号[8] - 2020年6月号[9]・『&フラワー』）
- 黒崎秘書に褒められたい（『Cheese!』2020年1月号[10]・2020年9月号[11] - 2025年6月号[12]）

### 読み切り作品
- ジャングル☆ボーイ（『少女コミック』増刊1992年11月15日号）
- みつめてバイクボーイ（『少女コミック』増刊1993年3月15日号）
- ひなことルイジ（『少女コミック』1993年12号）
- カッコつけちゃえ!!（『少女コミック』1993年22号）
- A・RA・SHIよ恋っ（『少女コミック』1994年3号）
- BAD小僧ドキッ☆（『少女コミック』増刊1994年5月15日号）
- たかね1本勝負!!（『少女コミック』1994年17号）
- Chuっとオヤスミ（『少女コミック』1995年2号）
- 清く正しく行こう!（『少女コミック』増刊1995年1月15日号）
- 夜空にKISS（『少女コミック』増刊1995年9月15日号）
- 粉雪にKISS（『少女コミック』増刊1995年11月15日号）
- 不埒なRomance（『少女コミック』1996年4号）
- ×××–キスマーク（『少女コミック』1996年8号）
- C-Shock（『少女コミック』1996年17号）
- 悪党2 悪魔の口唇（『少女コミック』増刊1998年8月15日号）
- 誘惑ダンジョン（『少女コミック』2003年5号）
- 放課後は恋の予感（『少女コミック』2004年1号）
- Real Kiss（『Cheese!』2006年12月号）
- Real love〜Real Kiss2〜（『Cheese!』増刊2007年3月号）
- Real Kiss 続編〜heavenly eyes〜（『Cheese!』2008年4月号）

#### 番外編・ショート作品
- 「彼」first love 番外編 桐矢13歳（春）（『少女コミック』2004年7号）
- あかいいと Innocent Scene（『Cheese!』2012年9月号）
- あかいいと プロローグ（『Cheese!』増刊2012年9月号）

### 書籍
- love love
- 悪党Scandalous Honey
- 16engage（全2巻）
- Kiss in the Blue（全4巻）
- 微熱少女（全10巻）
- 「彼」first love（全10巻）
- 放課後は恋の予感
- 悪党2 悪魔の口唇
- Real Kiss
- 宮坂香帆 The Best Selection
- 僕達は知ってしまった（全14巻）
- 僕達は知ってしまった 公式ファンブック
- あかいいと（全9巻）
- 薔薇色ノ約束（既刊13巻）
- 10万分の1（全9巻）
- 金色ジャパネスク〜横濱華恋譚〜（既刊5巻）
- 黒崎秘書に褒められたい（既刊13巻）

### オムニバス作品
- 16歳 KISS
- LOVE&TEARS
- コイバナ〜この誘惑には勝てない!ベスト6〜
- 極上コイバナ パーフェクト☆ラブストーリーズ ベスト5
- 宮坂香帆The Best Selection
- ヤバ恋—いけない本能—

### 文庫作品
- 微熱少女（全5巻）
- 「彼」first love（全5巻）
- 僕達は知ってしまった カレとカノジョとアイツの秘密（ノベライズ）（著:高瀬ゆのか）